# Karl Kriegelstein von Sternfeld
Karl Kriegelstein von Sternfeld (10. října 1860 Žatec – 7. března 1920 Kraslice) byl rakouský a český politik německé národnosti, na počátku 20. století poslanec Českého zemského sněmu.

## Biografie
Profesí byl advokátem. Původně působil v Karlových Varech, později přesídlil do Kraslic. Od roku 1899 zde zasedal v obecním zastupitelstvu a byl náměstkem starosty města. Zasloužil se o výstavbu městských jatek a městské elektrárny.
Na počátku století se zapojil i do zemské politiky. Ve volbách v roce 1908 byl zvolen do Českého zemského sněmu v kurii městské (volební obvod Kraslice, Nejdek, Schönbach). Politicky se uvádí jako člen Německé radikální strany. Kvůli obstrukcím se ale sněm fakticky nescházel.